# Knooppunt Herning Syd
Knooppunt Herning Syd (Deens: Motorvejskryds Herning Syd) is een knooppunt in Denemarken tussen de Midtjyske Motorvej richting Holstebro en Vejle en de Messemotorvejen richting Ringkøbing. Het knooppunt is genoemd naar de stad Herning, waar het knooppunt ligt.
Het knooppunt is uitgevoerd als een trompetknooppunt. Tussen Ringkøbing en Vejle ligt de directe verbindingsboog.
| Aansluitende wegen       | Aansluitende wegen | Aansluitende wegen      | Aansluitende wegen | Aansluitende wegen |
| ------------------------ | ------------------ | ----------------------- | ------------------ | ------------------ |
|                          |                    | 1218 richting Holstebro |                    |                    |
|                          |                    |                         |                    |                    |
| 1215 richting Ringkøbing |                    |                         |                    |                    |
|                          |                    |                         |                    |                    |
|                          |                    | 18 richting Vejle       |                    |                    |

Aalborg Centrum · Aalborg Nord · Aalborg Syd · Århus Nord · Århus Syd · Århus Vest · Avedøre · Ballerup · Brøndby · Fredericia · Gladsaxe · Herning · Herning Syd · Ishøj · Kliplev · Køge Vest · Kolding · Kolding Vest · Kongens Lyngby · Nørresundby Centrum · Odense · Rødovre · Skærup · Taastrup · Vallensbæk · Vendsyssel